# Α7ニコチン性アセチルコリン受容体

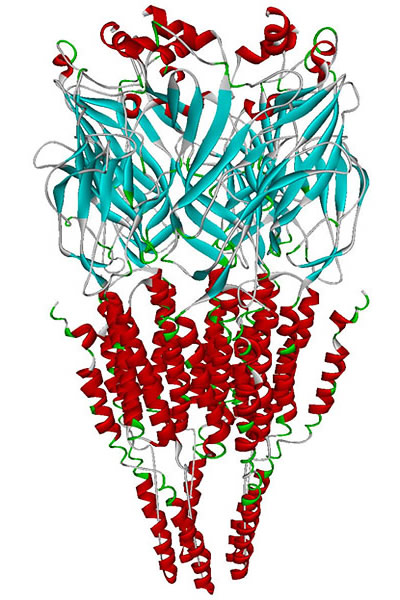
α7ニコチン性アセチルコリン受容体の分子モデル

α7ニコチン性アセチルコリン受容体（英: α7 nicotinic acetylcholine receptor、略してα7ニコチン受容体またはα7受容体）は、長期記憶への関与が示唆されているニコチン性アセチルコリン受容体の一種であり、受容体を構成する全てのサブユニットがα7サブユニットである。他のニコチン性アセチルコリン受容体と同様に、機能的なα7受容体は五量体（(α7)5）である。
α7受容体は、脳、脾臓、リンパ節のリンパ球に存在し、活性化によって主にカルシウムイオンの透過性が高まることでシナプス前後の興奮性電位を生み出す。
さらに、この受容体は哺乳類の網膜における成体神経発生に重要であることが示唆されている。機能的なα7受容体はモルモットの回腸の粘膜下神経叢にも存在する。

## 医学的重要性
脳卒中、心筋梗塞、敗血症、アルツハイマー病における炎症性神経毒性の低減にα7受容体が関与している可能性が示唆されている。
禁煙治療におけるバレニクリンの効果は、α4β2受容体よりもα7受容体と関連していることが示唆されている。治療効果がみられなかったグループではα7受容体の発現の有意な低下がみられた。
α7受容体アゴニストは、統合失調症患者の神経認知機能に正の影響を及ぼすようである。
マスト細胞におけるα7受容体の活性化は、ニコチンがアテローム性動脈硬化を促進する機構の1つとなっている。
記憶、作業記憶、学習、注意にはα4β2受容体とα7受容体の双方が重要であるようである。
α7受容体はがんのプログレッションにも関与しているようであり、がん細胞の増殖や転移を媒介することが示されている。
α7受容体は血管新生や神経発生にも関与しており、抗アポトーシス作用を有する。

## リガンド

### アゴニスト
- (+)-N-(1-azabicyclo[2.2.2]oct-3-yl)benzo[b]furan- 2-carboxamide: 強力かつサブタイプ選択性が高い[15]
- チロロン（英語版）
- A-582941: パーシャルアゴニスト。ERK1（英語版）/2やCREBのリン酸化を活性化する。認知機能を高める[16]。
- AR-R17779（英語版）: フルアゴニスト、向知性薬。
- アミロイドβ: アルツハイマー病における神経毒性マーカー[17]
- TC-1698: サブタイプ選択的、JAK2/PI3Kカスケードの活性化によって神経保護効果をもたらす。AT2受容体（英語版）の活性化によって中和される[18]。
- ブラダニクリン（英語版）: パーシャルアゴニスト、統合失調症治療薬として開発中
- エンセニクリン: 向知性作用を有するパーシャルアゴニスト、統合失調症とアルツハイマー病の治療薬として開発中[19][20]
- GTS-21（英語版）: パーシャルアゴニスト、統合失調症またはアルツハイマー病の治療薬として開発中
- PHA-543,613（英語版）: 向知性作用を有する選択的かつ強力なアゴニスト[21][22]
- PNU-282,987（英語版）: 選択的かつ強力なアゴニストであるが、QT延長症候群を引き起こす可能性がある。
- PHA-709829: 強力かつサブタイプ選択的、ラット感覚ゲーティングモデルにおいてin vivoでの効力が頑健に示されている[23]。また、アナログではPNU-282,987と比較した際に心電図の安全性プロファイルの改善が示されている[24]。
- SSR-180,711（英語版）: パーシャルアゴニスト[25]
- トロピセトロン: サブタイプ選択的パーシャルアゴニスト、5-HT3受容体（英語版）アンタゴニスト[26]
- WAY-317538（英語版） : 向知性作用と神経保護効果を有する、選択的かつ強力なフルアゴニスト
- アナバシン
- アセチルコリン
- ニコチン
- バレニクリン
- エピボキシジン（英語版）[27]
- コリン[28]
- ICH-3: サブタイプ選択的パーシャルアゴニスト[29]

### ポジティブアロステリックモジュレーター
少なくとも2種類の異なる薬理プロファイルを有するポジティブアロステリックモジュレーターが知られている。
- PNU-120,596（英語版）[31]
- NS-1738: α7受容体の脱感作の速度論にわずかな影響を及ぼす。中程度の血液脳関門透過性[32]。
- AVL-3288: α7受容体の脱感作の速度論には影響を及ぼさない。血液脳関門を容易に透過する。動物モデルで認知行動の改善が示されている[33]。統合失調症における認知機能欠陥に対する治療薬としての臨床開発が行われている。
- A-867744[34][35]
- イベルメクチン

### その他
- ネフィラセタム（英語版）[36][37][38]

### アンタゴニスト
アナンダミドとエタノールは、α7受容体の異なる領域と相互作用することで相加的な阻害効果をもたらすことが知られている。エタノールによるα7受容体の阻害は受容体のN末端領域が関与している可能性が高いの対し、アナンダミドの作用部位は膜貫通領域とC末端ドメインに位置している。
- アナンダミド
- α-ブンガロトキシン（英語版）
- α-コノトキシン ArIB[V11L,V16D]: 強力かつサブタイプ選択性が高い。緩やかに可逆的な結合[40]。
- β-カリオフィレン[41]
- ブプロピオン (非常に弱い)
- デヒドロノルケタミン（英語版）
- エタノール
- ヒドロキシブプロピオン（英語版） (非常に弱い)
- キヌレン酸
- メマンチン
- ロベリン
- メチルリカコニチン（英語版）[21]
- ノルケタミン（英語版）
- Quinolizidine (−)-1-epi-207I: α7受容体選択的ブロッカー[42]

### ネガティブアロステリックモジュレーター
- ヒドロキシノルケタミン（英語版）[43]